# Schweiziska viner
Schweiz producerar cirka 1 100 000 hektoliter vin per år. Bara en liten del exporteras. Schweiz har ett system för skyddade ursprungsbeteckningar. 

## Historia
Vinrankor odlades redan före den romerska erövringen. Romarna, och senare klostren betydde mycket för vinets utbredning. År 1877 var den vinodlande ytan 42 000 hektar. Sedan dess har odlingen gått tillbaka på grund av vinlusen och utländsk konkurrens. Idag odlas vinrankor på ca 15 000 ha.

## Kantoner och ursprungsbeteckningar
Alla schweiziska kantoner odlar vin. De största ytorna finns i kantonerna Valais, Vaud och Genève. Andra områden med kända viner är Ticino och Graubünden (Bündner Herrschaft).

Schweiziska regeringen har skyddat ursprungsbeteckningar i ett AOC-system. Varje kanton har egen AOC, till exempel Valais AOC. I en del kantoner finns också regionala och lokala ursprungsbeteckningar.
Bestämmelserna för vilka viner som får ha AOC, liksom vilka geografiska uppgifter som får stå på etiketten utformas på kantonal nivå. Detta gör att även kantoner vars vin mest säljs i närområdet kan ha skyddad ursprungsbeteckning.

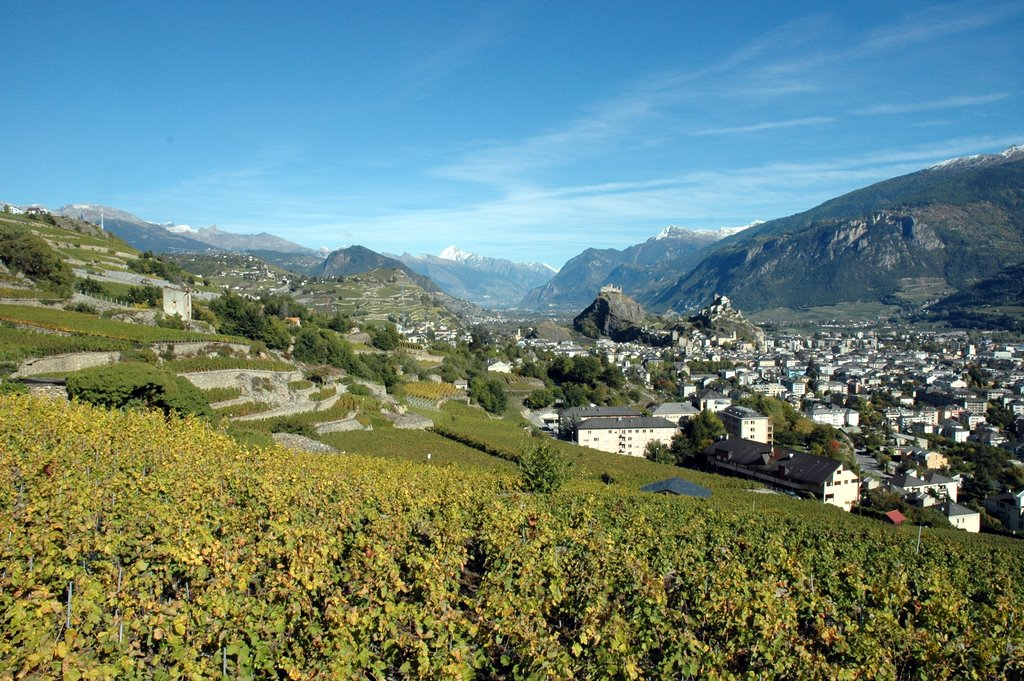
Vinberg vid Sion

## Valais
Valais är en fransk- och tysk-språkig (ty: Wallis) kanton som omfattar större delen av Rhônes övre dalgång med sidodalar. Klimatet är kontinentalt med torra, varma somrar. Klimatet och jordarterna gör området mycket lämpligt för vinodling.  Det finns cirka 5 000 ha vinodlingar. Det mesta vinet produceras längs den 72 km långa sträckan mellan Martigny och Visp.

### Druvor
Viktigaste sorter är Pinot Noir 1 645 ha, Chasselas ("Fendant") 1 013 ha, Gamay 674 ha och Sylvaner ("Johannisberg") 239 ha. Det finns en mängd olika druvsorter på mindre ytor, som Syrah och Marsanne ("Hermitage") liksom Pinot Gris ("Malvoisie"), Savagnin ("Heida" eller "Païen") och den lokala Petite Arvine med smak av citrusfrukter. 

### Viner
Kriterierna för beteckningen Valais AOC eller på tyska, Wallis AOC, reglerar ursprung, mustvikt, avkastning och druvsorter.
- Dôle innehåller till minst 85 % Pinot Noir och Gamay. Alla röda viner med Valais AOC utan angiven druvsort, uppfyller kraven för Dôle.
- Dôle Blanche är ett vitt vin gjort av de blå druvorna Pinot Noir och Gamay.
- Œil de Perdrix är ett rosévin gjort av Pinot Noir
- Fendant innehåller enbart Chasselas. Alla vita viner med Valais AOC utan angiven druvsort, uppfyller kraven för Fendant. Fendant är vanligen torrt och friskt och bör drickas inom 2 år efter skörd.
- De flesta andra AOC-viner görs av enbart en druvsort och har druvsortens namn angivet på etiketten. Till skillnad från Fendant vinner de nästan alltid på att lagras mer än ett år efter skörd.

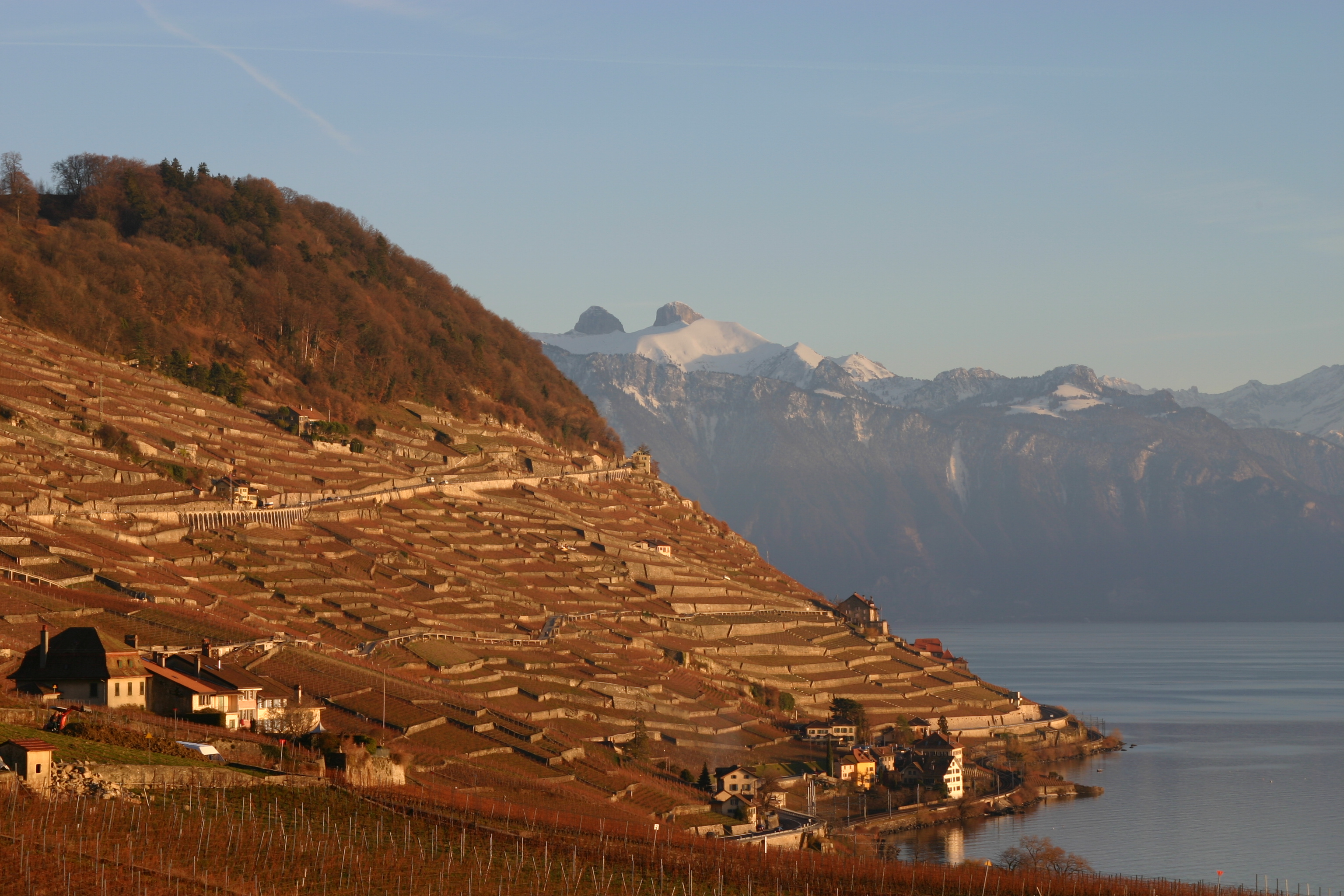
Epesses i Lavaux

## Vaud
I Vaud odlas huvudsakligen Pinot Noir, Chasselas och Gamay. De viktigaste regionerna ligger längs Genèvesjön och Rhône: La Côte väster om Lausanne, Lavaux mellan Lausanne och Montreux liksom Chablais sydost om Montreux.
Ursprungsbeteckningarna kanton och region, till exempel Chablais AOC är skyddade. Vita viner av Chasselas säljs antingen med geografisk beteckning (till exempel Aigle), utan druvsort på etiketten, eller med beteckningen "Dorin".

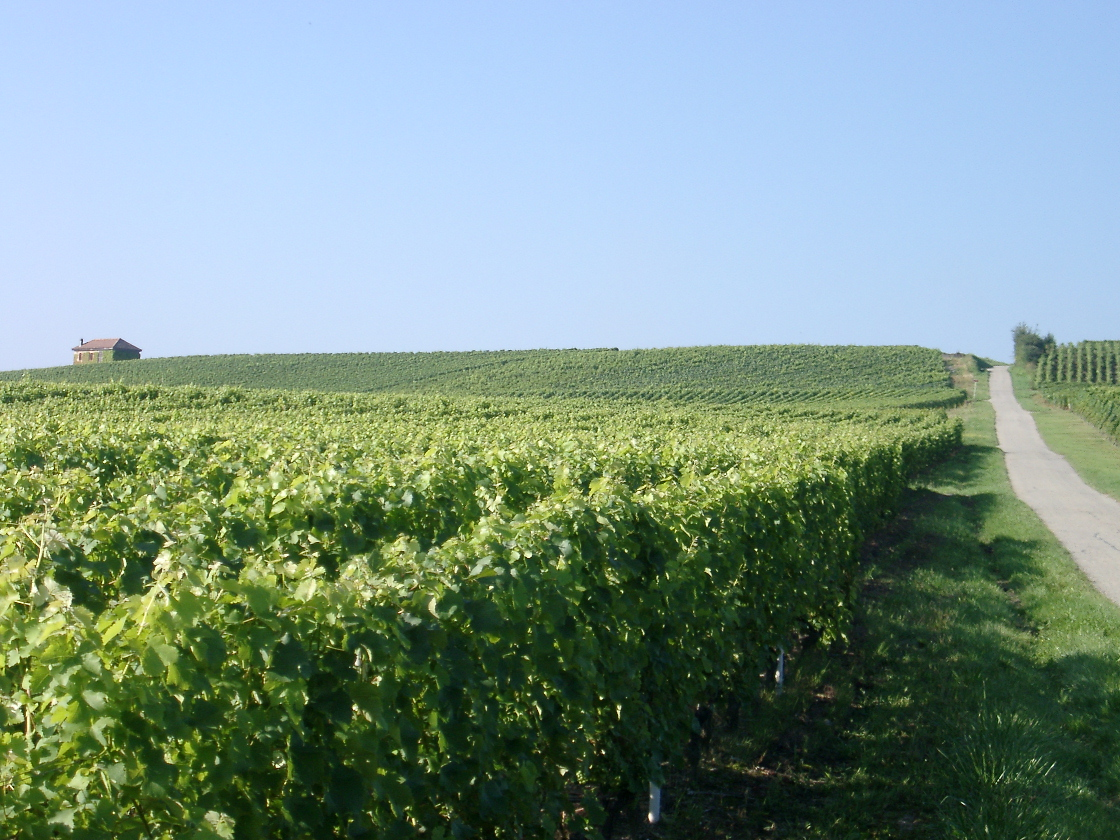
Dardagny i Genève

## Genève
I kantonen Genève är förutsättningarna för Gamay mycket goda. Även Chasselas, Pinot Noir, Chardonnay, Pinot Blanc etc. odlas.
Det finns mer än 20 lokala ursprungsbeteckningar, som "Coteaux de Dardagny AOC".

## Ticino

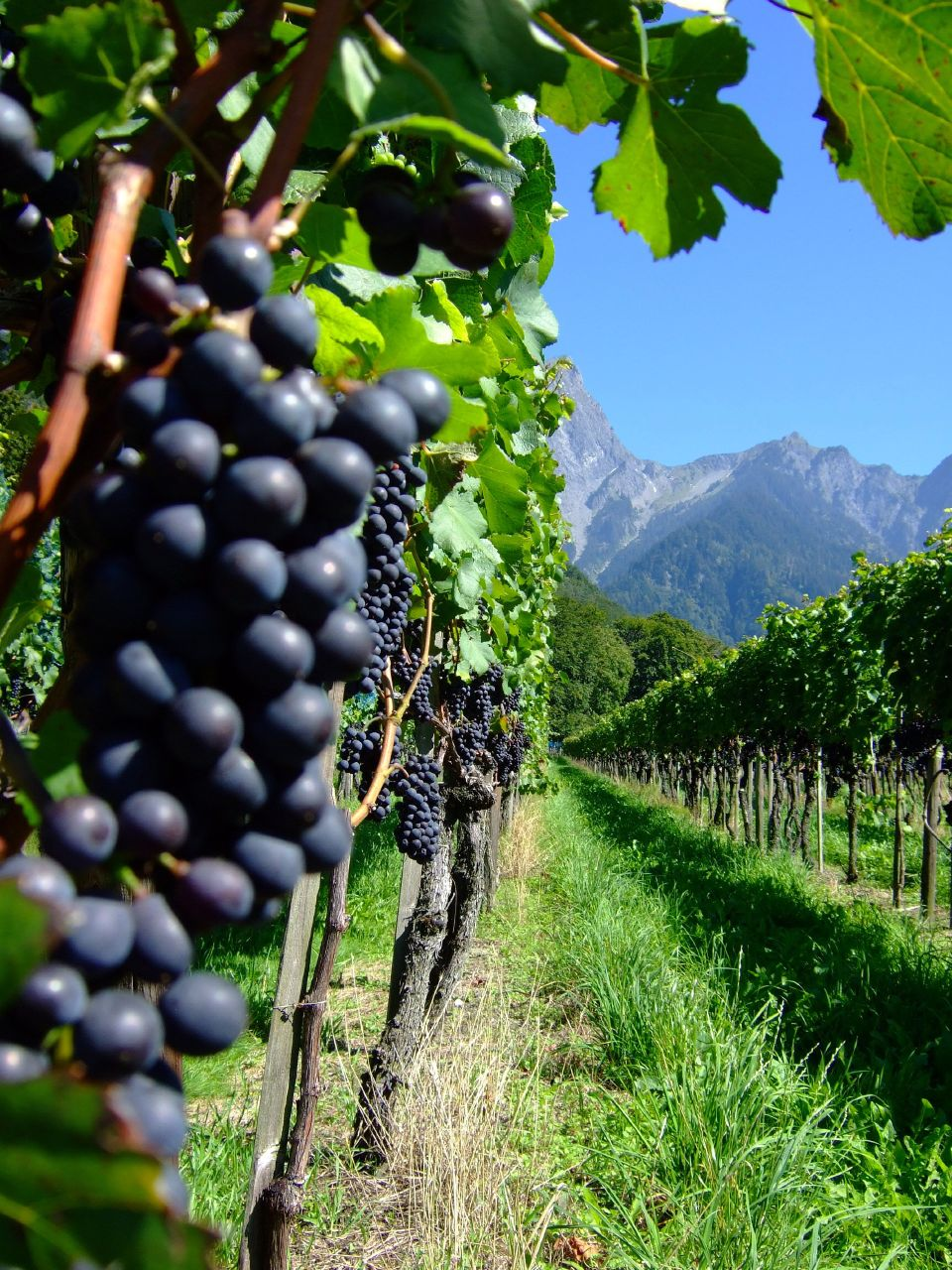
Vinrankor vid Fläsch

Ticino, på Alpernas sydsida, har 1 055 ha druvor. Det mesta vinet görs av Merlot och bör drickas inom några år. 

## Graubünden
Graubünden i östra Schweiz har bara 450 ha druvor. De vanligaste är Pinot Noir, Müller-Thurgau och Merlot. Den mest kända regionen är Bündner Herrschaft norr om Chur, med byarna Maienfeld, Malans, Jenins och Fläsch.

## Neuchâtel, Bern och Fribourg
Vinodlingarna i kantonerna Neuchâtel, Bern och Fribourg omfattar 955 ha. Huvudområdena ligger runt Neuchâtel-, Biel- och Murtensjöarna. Chasselas och Pinot Noir dominerar.

## Export
Schweiz vinexport uppgick 2011 till cirka 20 000 hektoliter, alltså endast cirka 2 % produktionen. I juni 2012 för Systembolaget inga schweiziska viner i sortimentet. Alko i Finland säljer två viner från Valais. 